# Sajókeresztúr megállóhely
Sajókeresztúr megállóhely egy Borsod-Abaúj-Zemplén vármegyei vasútállomás, Sajókeresztúr településen, melyet a MÁV üzemeltet.

## Vasútvonalak
Az állomást az alábbi vasútvonalak érintik:
- Miskolc–Bánréve–Ózd-vasútvonal

## Kapcsolódó állomások
A vasútállomáshoz az alábbi állomások vannak a legközelebb:
- Szirmabesenyő megállóhely (Miskolc–Bánréve–Ózd-vasútvonal)
- Sajóecseg vasútállomás (Miskolc–Bánréve–Ózd-vasútvonal)

## Megközelítés tömegközlekedéssel
- Helyközi busz:  3702, 3757, 3776, 3777, 3797

## Forgalom
| Járat        | Útvonal | Gyakoriság         |
| ------------ | --- | ------------------ |
| személyvonat | Miskolc-Tiszai – Miskolc-Gömöri – Sajókeresztúr – Sajóecseg – Sajószentpéter – Kazincbarcika alsó – Kazincbarcika – Putnok – Bánréve – Ózd alsó – Ózd | Munkanapokon 3 pár |
| személyvonat | Miskolc-Tiszai – Miskolc-Gömöri – Szirmabesenyő – Sajókeresztúr – Sajóecseg – Alsóboldva – Boldva – Borsodszirák – Edelény alsó – Edelény – Szendrőlád (– Büdöskútpuszta) – Szendrő – Szendrő felső – Szalonna – Perkupa – Jósvafő-Aggtelek – Bódvaszilas – Komjáti – Tornanádaska | 2 óránként         |